# Hein Bretschneider
Hein Bretschneider (* 12. Dezember 1904; † 6. Juli 1944 in Hamburg) war ein deutscher kommunistischer Widerstandskämpfer gegen den Nationalsozialismus und Opfer des Nationalsozialismus.

## Leben
Bretschneider erlernte nach dem Besuch der Volksschule den Beruf des Zimmermanns. Er trat in die KPD ein und engagierte sich gegen den aufkommenden Nationalsozialismus. Nach der Machtübertragung an die NSDAP 1933 setzten er und seine Genossen die Widerstandsarbeit fort, indem sie aufklärendes Material verteilten und über den notwendigen Widerstand diskutierten. Das geschah in dem Atelier über dem Restaurant Tusculum am Rödingsmarkt. Als die Gestapo von dieser Tätigkeit erfuhr, wurden er und andere seiner Genossen verhaftet und in das KZ Sachsenhausen verbracht. Dazu gehörten u. a. Robert Abshagen und Hans Christoffers. Als sie gelegentlich einer Amnestie zu „Führers Geburtstag“ im April 1939 entlassen wurden, war das nicht das Ende ihrer Widerstandsarbeit. Alle drei fanden im gleichen Betrieb, der Firma Arthur Crone & Co., Arbeit in einer Baukolonne, die den Spitznamen „ABC-Kolonne“ bekam nach den Mitgliedern Abshagen, Bretschneider und Christoffers. Auch diese Fortsetzung des Widerstands wurde aufgedeckt, Bretschneider vor dem Volksgerichtshof Hamburg angeklagt, zum Tode verurteilt und im Hamburger Untersuchungsgefängnis hingerichtet.
Vor dem Untersuchungsgefängnis wurde 2024 ein Stolperstein für Hein Bretschneider verlegt.